# C/2014 Q2 (Лавджоя)
C/2014 Q2 (Lovejoy) — одна з довгоперіодичних комет. Ця комета була відкрита 17 серпня 2014 року; вона мала 14.8m на час відкриття. Комета відкрита за допомогою 20 см f/2.1 телескопа системи Шмідта-Кассегрена + CCD. Найближче до Землі, 0.469 а.о. комета була 7 січня 2015 року, максимального блиску, +3.8m комета досягла всередині січня. 

## Наукові результати
За результатами спостереження комети поблизу точки перигелію на 30-метровому радіотелескопі в Іспанії вчені виявили 21 різних органічних молекул в газі від комети, у тому числі етиловий спирт і глікольальдегід (HCOCH2OH), найпростіший цукор, що є базовим для абіотичного синтезу більш складних наступників, включно із рибозою – невід’ємним компонентом РНК. 

## Галерея

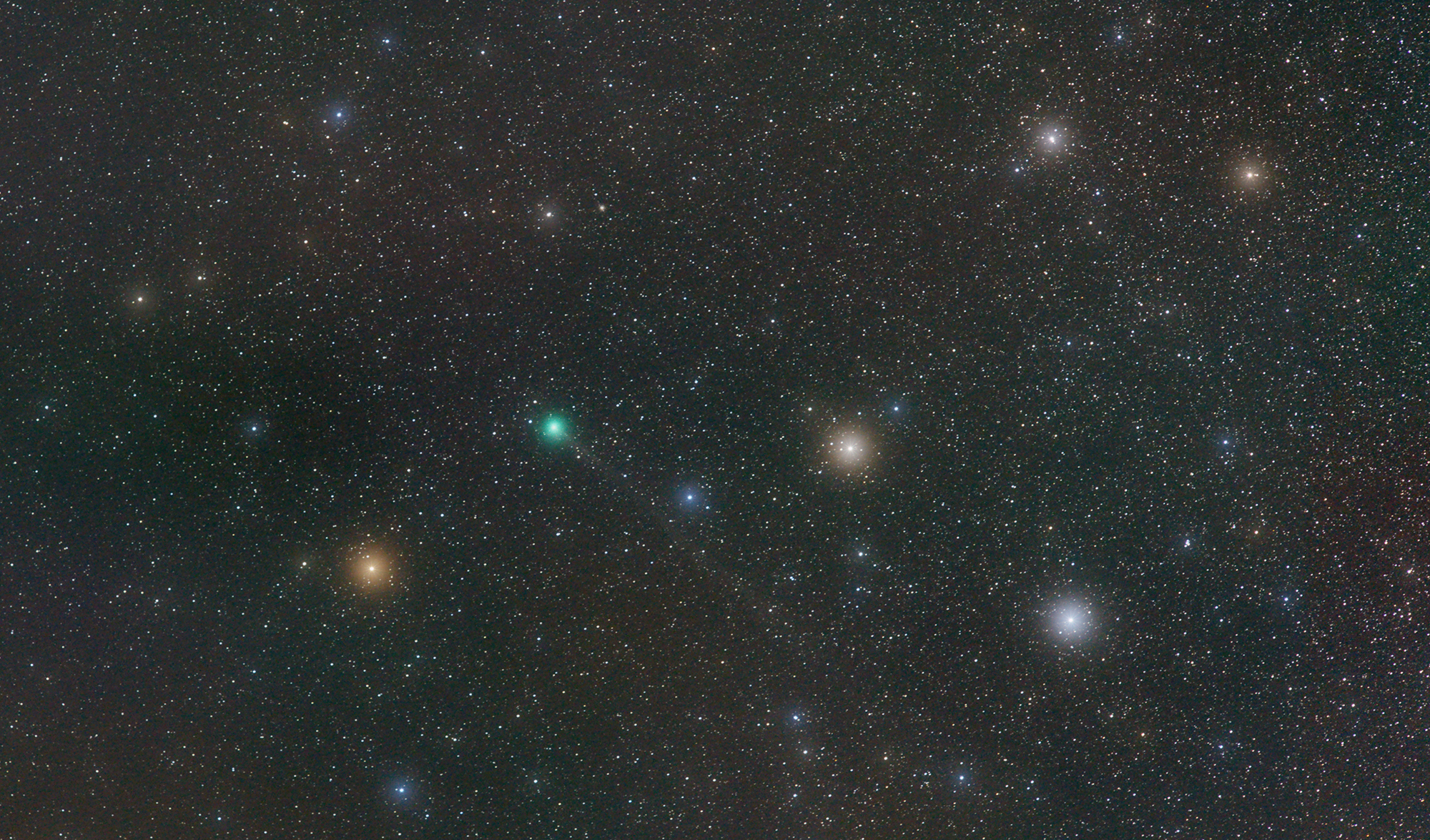
C/2014 Q2, 29 грудня 2014
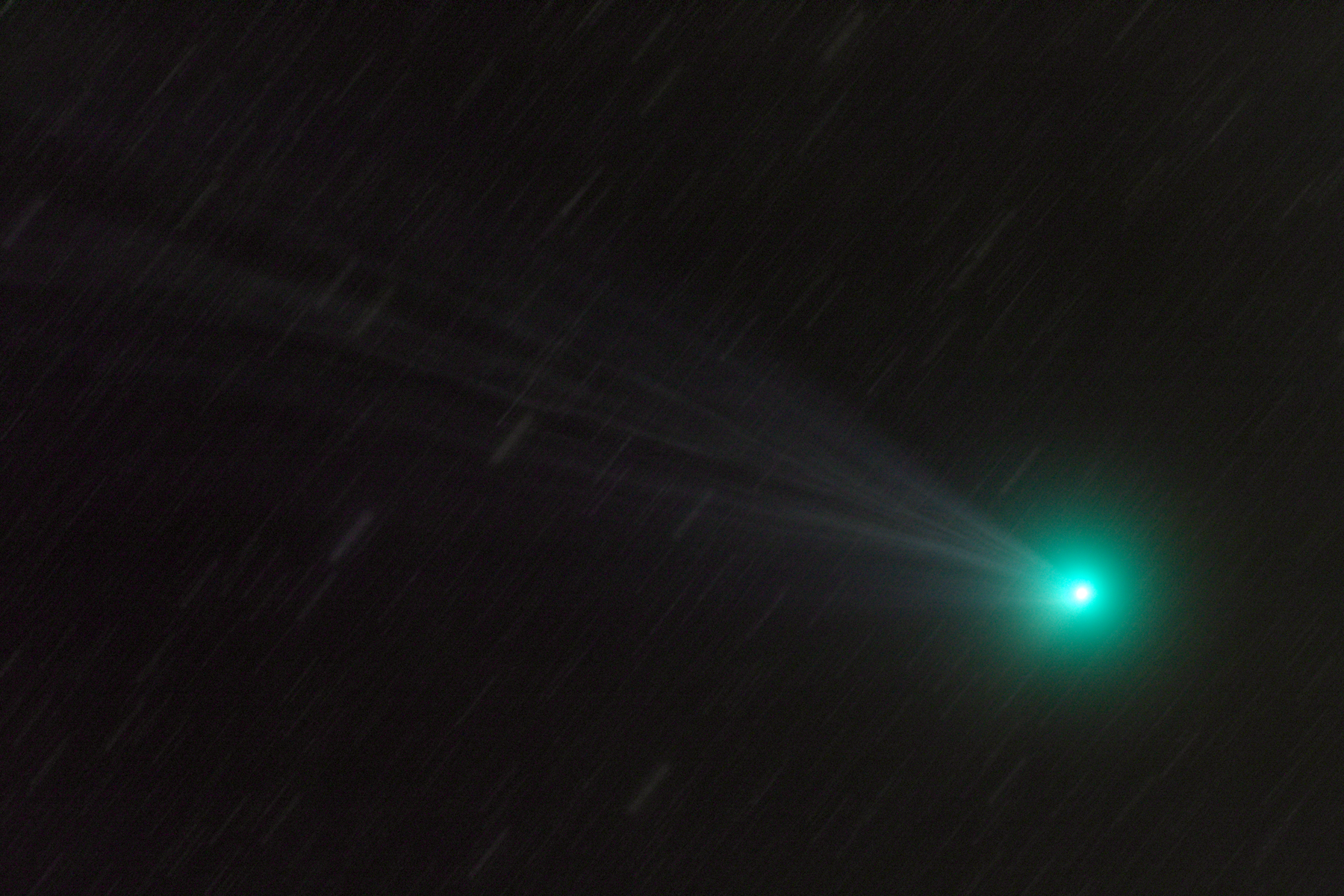
C/2014 Q2, 12 січня 2015
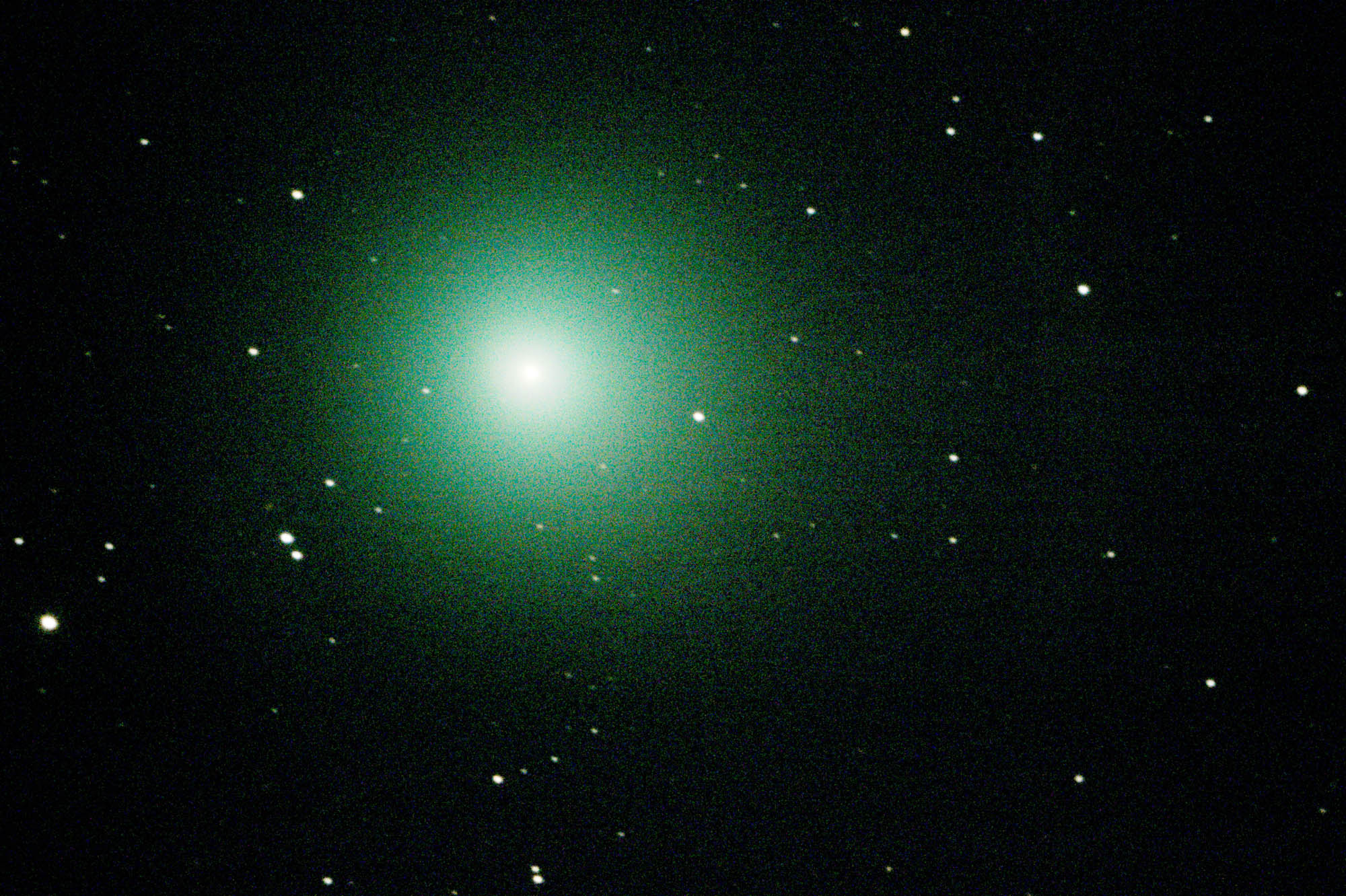
C/2014 Q2, 17 січня 2015
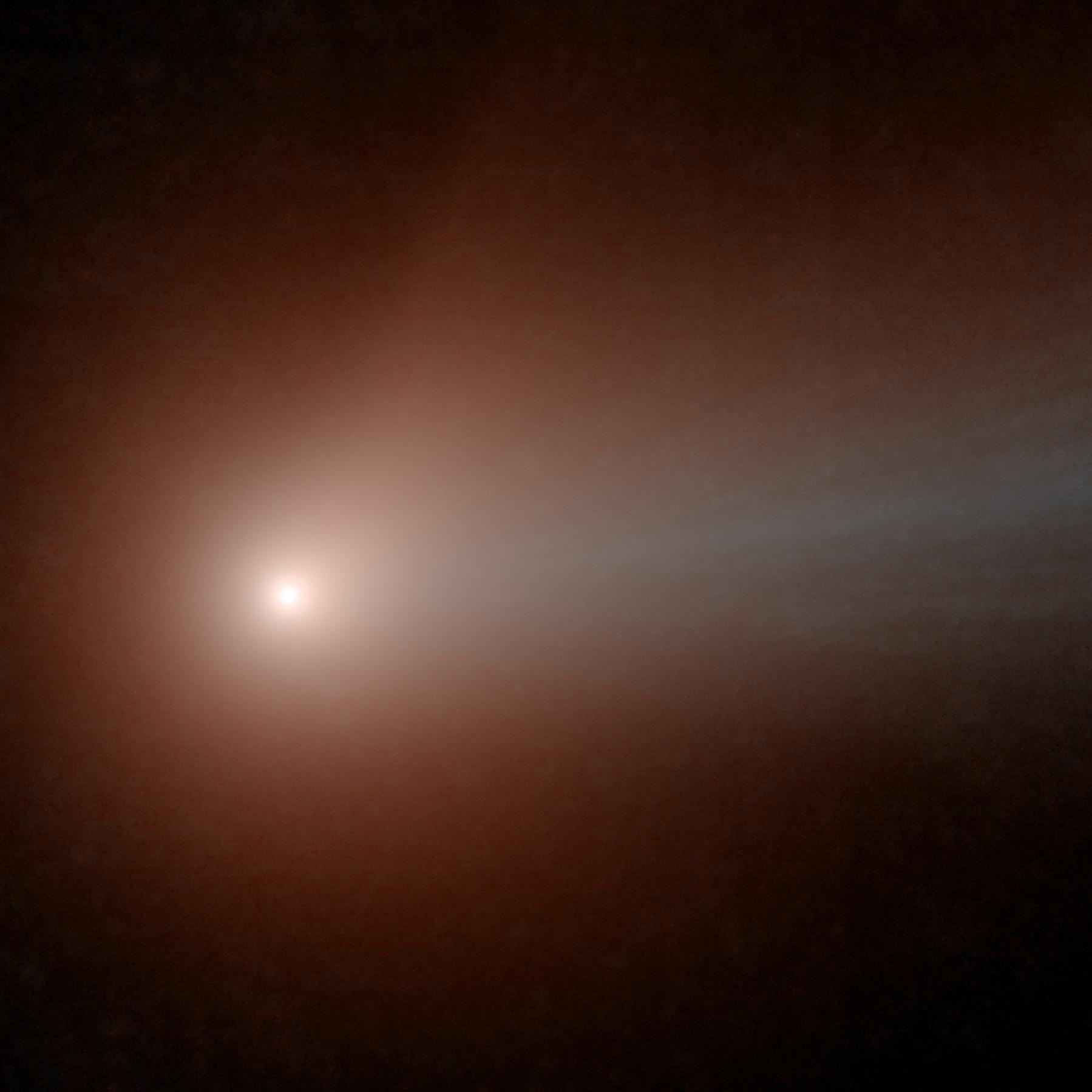
C/2014 Q2, 30 січня 2015